# Góra (powiat de Mońki)
Pour les articles homonymes, voir Góra.
Góra   (prononciation : [ˈɡura]) est un village polonais de la gmina de Krypno dans le powiat de Mońki et dans la voïvodie de Podlachie. Il se situe à environ 3 kilomètres au sud de Krypno, à 20 kilomètres au nord-ouest de Mońki et à 25 kilomètres au nord-ouest de Białystok.